# Камискала
Камиска́ла (каз. Қамысқала) — село у складі Алакольського району Жетисуської області Казахстану. Адміністративний центр Камискалинського сільського округу.
У радянські часи село мало назву Рибаче.
Населення — 809 осіб (2021; 878 у 2009, 1733 у 1999, 1164 у 1989).